# آباکادابرا
آباکادابرا (انگلیسی: ABBAcadabra) یک تئاتر موزیکال فرانسوی است که بر پایهٔ ترانه‌های  ابرگروه سوئدی موسیقی پاپ آبا ساخته و در سال ۱۹۸۳ منتشر شد. این موزیکال بعدها با داستانی اندک متفاوت در کشورهای دیگر اروپا اجرا شد.